# Automeris moloneyi
Espèce
Automeris moloneyi est une espèce de papillon de la famille des Saturniidae.